# Gave

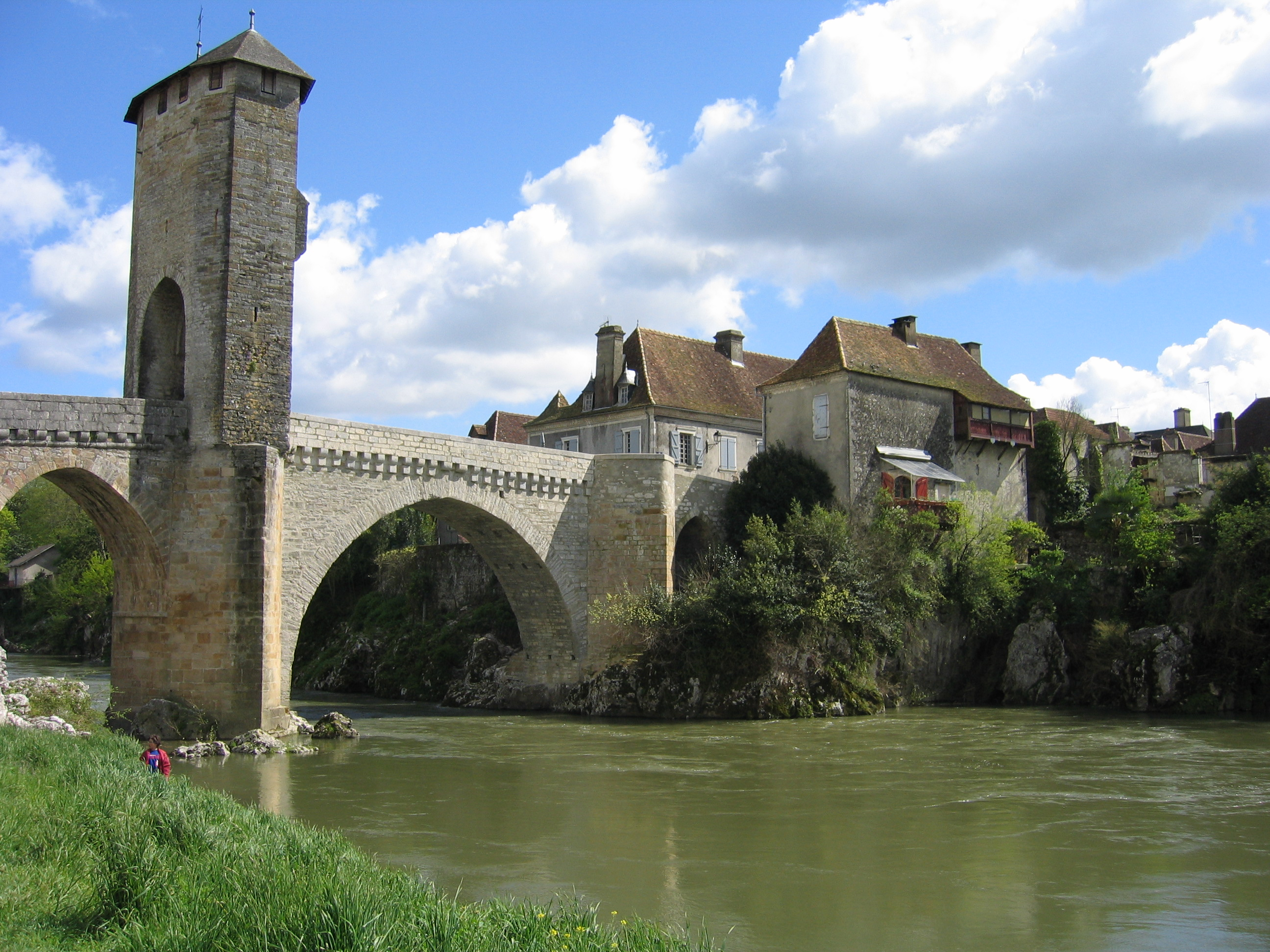
El gave de Pau quan passa per sota el pont d'Orthez

Un gave (del gascó gabe) és el nom genèric que es dona a un curs d'aigua, gran o petit, al Bearn o a la Bigorra, en el territori dels Pirineus atlàntics, els Alts Pirineus i a Chalosse. El gave de Pau (també anomenat Gran gave) és el més conegut i el principal afluent del riu Ador. Un altre gave important és el d'Auloron.

## Etimologia
El nom de gave, que prové de la forma llatina gabarrus, és present als escrits de Théodule (del pas dels segles VIII a IX), que alhora també prové d'un radical precelta gaba que significa possiblement 'riu encaixat', que es troba en diversos topònims del sud de França i de la Gascunya: Gavaldà, Gabardan, Gavarret... L'hidrònim gave es fa servir com un nom comú i amb gran vitalitat, fins i tot envaeix altres hidrònims, ja que molts cursos d'aigua perden el seu nom original per esdevenir el gave de... Després del nom comú gave, apareix el topònim que fa referència i singularitza el nom.
L'Encyclopédie de Diderot et d'Alembert en dona la definició següent:
Gave, (Le) Géog. ce nom est commun à plusieurs rivières de Béarn, qui toutes ont leurs sources dans les Pyrénées, aux confins de l'Aragon: telles que sont le gave d'Aspe, le gave d'Ossau, le gave d'Oloron, le gave de Pau. La rapidité de ces gaves est cause qu'ils ne portent point de bateaux; mais ils sont très poissonneux.
"Gave (Le) geografia: nom comú de molts rius al Béarn, que tenen la font als Pirineus, als confins d'Aragó com el gave d'Aspe, el gave d'Ossau, el gave d'Oloron, el gave de Pau. La rapidesa d'aquests gaves és causa que no portin vaixells, però són plens de peixos."

## Remarca
Quan dos gaves s'uneixen, formen un tercer gave, és a dir, que no conserva el nom de cap dels dos anteriors, sinó que adquireix un nom nou, com per exemple el gave d'Aussau i el gave d'Aspa donen el gave d'Auloron; i el gave de Gavarnia i de Bastan, donen el gave de Pau.